# 荒川強啓
荒川 強啓（あらかわ きょうけい、1946年5月16日 - ）は、日本のフリーアナウンサー、ラジオパーソナリティ。オフィス・トゥー・ワン所属。元山形放送アナウンサー。

## 来歴・人物
北海道札幌市出身。仙台高等学校、東北学院大学法学部法律学科卒業。フジテレビ、地元の北海道放送（HBC）、山形放送（YBC）を受験した結果、YBCのみ合格。
大学卒業後の1969年4月、YBCにアナウンサーとして入社。1975年には、才能を持つ地方のDJを発掘する『飛び出せ!全国DJ諸君』でDJ賞を受賞。1982年に同社退社後、フリーアナウンサーへ転身、当初はフジテレビで活躍していた。
1985年に自身の番組を持つも1年で打ち切りにする上層部のやり方に腹を立て、その後はTBS（テレビ・ラジオ）で活躍するようになる。1986年4月から1989年3月まではラジオパーソナリティを、1989年4月から1994年9月まではテレビの報道キャスターを務めた。1994年10月に、TBSの新社屋・ビッグハットが完成したのを機に、ラジオパーソナリティに戻る。1995年3月から開始したTBSラジオの報道情報番組『荒川強啓 デイ・キャッチ!』のメインパーソナリティを、2019年3月29日(6250回)まで24年にわたり務めた。
同番組終了直後の2019年4月15日には、『大竹まこと　ゴールデンラジオ』(文化放送)に、また2019年4月17日には『Skyrocket Company』(TOKYO FM)に、さらに2019年4月18日には『DAYS』(ニッポン放送)に初めてゲスト出演した。
また、2019年8月以降のスペシャルウィーク期間中に、文化放送で『荒川強啓　ナイトキャッチ』という報道系の特別番組のパーソナリティを務めている。『荒川強啓 ナイトキャッチ～老後資金問題を考える～』として放送された初回（同年8月29日）では、『デイ・キャッチ!』時代のコメンテーター陣から、青木理と小西克哉をゲストに迎えていた。
吉永小百合とプロ野球横浜DeNAベイスターズの大ファンである。ベイスターズファン代表としてのテレビ出演も多く、1998年の日本一の時は歓喜していた。また、『月刊ベイスターズ』（現在は休刊）2007年9月号よりコラム「BAY・キャッチ」を担当していた。アンチ巨人でもある。
野村克也や美輪明宏の声真似が得意で、『荒川強啓 デイ・キャッチ!』でしばしば披露していた。

## 出演番組

### 過去（山形放送）
- まるほんヤングナイト
- ダイナミックサタデー2:00
- 新築さんこんにちは！

### 過去（フリー転身後）
報道・情報番組
| 期間         | 期間          | 番組名                                | 役職                 |
| ------------ | ------------- | ------------------------------------- | -------------------- |
| 1982年4月1日 | 1985年3月29日 | おはよう!ナイスデイ（フジテレビ）     | 司会                 |
| 1985年4月1日 | 1986年3月28日 | 荒川強啓のらくらくTOKIO（フジテレビ） | 司会                 |
| 1989年4月    | 1990年3月     | テレポート6（TBS）                    | メインキャスター     |
| 1990年4月    | 1993年3月     | JNNニュースの森（TBS）                | 平日メインキャスター |
| 1993年4月    | 1994年9月     | ビッグモーニング（TBS）               | 総合司会             |

バラエティ・ラジオ番組・その他
- 荒川強啓のはなきんワイド（TBSラジオ、1983年4月15日 - 1985年4月5日）
- そこが知りたい（TBS）[3]
- びっくり日本新記録（よみうりテレビ他NNS各局など[7]、1984年4月 - 1985年9月） - 司会、アシスタントはヒロコ・グレース
- あっ!カメラだ（ABCテレビ、1985年4月 - 1985年7月）
- 日曜特集・新世界紀行（TBS、1987年 - 1992年）
- ハローナイト（TBSラジオ、1986年10月 - 1989年3月）
- 土曜電リク 青春リターンマッチ（TBSラジオ）[3]
- サンデー強啓 本日発売（TBSラジオ、1994年10月 - 1995年3月）
- 荒川強啓 デイ・キャッチ!（TBSラジオ、1995年4月10日 - 2019年3月29日）
  - トヨタ うわさの調査隊（TBSラジオ他JRN各局）
- ガラポン!にっポン（テレビ東京、1996年4月 - 1996年9月）
- 情報ドラマチック もくげき!（TBSテレビ他一部系列地域、2005年4月14日 - 2005年9月1日、ナレーション）

## 映画
- モスラ（東宝、1996年） - 吉祥寺昌幸 役[2]